# 사랑은 못말려
《사랑은 못말려》는 1993년 5월 10일부터 1993년 12월 31일까지 방영된 한국방송공사 2TV 일일연속극으로, 서로 다른 결혼관을 지닌 영옥-영신 자매의 삶을 통해 진정한 행복을 조명하였다.
한편, 이 작품은 선우용녀(안 여사 역)의 딸 최연제가 주제가를 불렀다.
아울러, 김현주 (주영신 역)가 MBC TV 《세상사는 이야기》 보조 MC, MBC 라디오 아침프로 《FM모닝쇼》 DJ 등 무리한 스케줄 탓인지 결국 쓰러져 병원에 입원했고 이 과정에서 1993년 6월 1일 방영분을 펑크냈다.

## 등장 인물
- 김영란 : 주영옥 역
- 김현주 : 영옥의 여동생 주영신 역
- 현석 : 신 과장 역
- 송승환 : 정근석 역
- 김지영
- 선우용여 : 안 여사 역
- 양희경
- 권재희 : 유공숙 역
- 이형준 : 조 대리 역
- 연규진
- 정하완
- 김진해
- 백준기 : 이 대리 역
- 이대원 :
- 정해창 : 근석의 아버지 정 노인 역
- 임경옥 : 혜숙 역
- 강민경

## 참고 사항
- 대부분의 코믹 드라마가 그랬던 것처럼 웃음을 자아내기 위한 과장된 몸짓과 저질스런 대사가 난무했다는 점, 연기자들의 겹치기 출연 등의 지적이 있었다.[4]
- 당초 1993년 10월 종영할 예정이었으나 높은 인기에 힘입어 2달 늘린 같은 해 12월 초 끝낼 계획이었는데 105회까지를 1부로, 106회부터는 1년의 시간이 흐른 뒤의 사건을 전하는 2부로 방송한다고 했지만[5] 설득력이 없었다는 지적을 샀으며 후속작 준비 미비 탓인지 같은 달 말 막을 내렸다.